# Супермен и Батман: Обществени врагове
„Супермен и Батман: Обществени врагове“ (на английски: Superman/Batman: Public Enemies) е анимационен супергеройски филм от 2009 година, базиран на историята „Обществени врагове“ комиксовите поредици на Супермен и Батман, написани от Джеф Лоуб и Ед Макгинес. Режисиран е от Сам Лиу и е пуснат от Warner Bros. Animation на 29 септември 2009 г. и това е шестият филм от DC Universe Animated Original Movies.
В България филмът е излъчен по Би Ти Ви Екшън с български войсоувър дублаж.